# کریستوفر ون روسل
کریستوفر ون روسل (انگلیسی: Christophe Van Reusel؛ زادهٔ ۱۸ فوریهٔ ۱۹۸۳) بازیکن فوتبال اهل فرانسه است.
از باشگاه‌هایی که در آن بازی کرده‌است می‌توان به باشگاه فوتبال نیم المپیک اشاره کرد.